# Mixorthezia karpatti
Mixorthezia karpatti är en insektsart som beskrevs av Konczné Benedicty och Kozár in Kozár 2004. Mixorthezia karpatti ingår i släktet Mixorthezia och familjen vaxsköldlöss. Inga underarter finns listade i Catalogue of Life.